# Белнав
Белнав (фр. Bellenaves) насеље је и општина у централној Француској у региону Оверња, у департману Алије која припада префектури Монлисон.
По подацима из 2011. године у општини је живело 1013 становника, а густина насељености је износила 29,04 становника/km². Општина се простире на површини од 34,88 km². Налази се на средњој надморској висини од 395 метара (максималној 543 m, а минималној 297 m).

## Демографија
| 1962. | 1968. | 1975. | 1982. | 1990. | 1999. | 2011. |
| ----- | ----- | ----- | ----- | ----- | ----- | ----- |
| 1.068 | 1.196 | 1.118 | 1.104 | 1.006 | 1.003 | 1.013 |

График промене броја становника у току последњих година